# República de l'Illa de les Roses
La República de l'Illa de les Roses (en esperanto Respubliko de la Insulo de la Rozoj) fou una efímera micronació localitzada en una plataforma artificial al mar Adriàtic, a onze quilòmetres de la costa de la provincia de Rímini, Itàlia.
Va ser construït per l'enginyer italià Giorgio Rosa, que se'n va fer president i el va declarar Estat independent l'1 de maig de 1968. L'Illa de les Roses tenia el seu propi govern, moneda, oficina de correus i establiments comercials, i la llengua oficial era l'esperanto. Tanmateix, mai va ser reconegut formalment com a estat sobirà per cap país del món. Vista pel govern italià com un estratagema de Rosa per recaptar diners dels turistes evitant els impostos nacionals, l'illa de les Roses va ser ocupada per les forces policials italianes el 26 de juny de 1968, subjecta al bloqueig naval, i finalment demolida el febrer de 1969.
Des de la primera dècada dels anys 2000, la història de l'Illa de les Roses ha estat objecte d'investigacions documentals i redescobriments basats en l'aspecte utòpic de la seva gènesi.

## Nom
L'entitat que s'havia d'establir a la plataforma artificial va prendre el nom, en esperanto, de Libera Teritorio de la Insulo de la Rozoj (en italià: Libero Territorio dell'Isola delle Rose), que després esdevingué Esperanta Respubliko de la Insulo de la Rozoj (República Esperantista de l'Illa de Roses).
Es creu que el terme esperanto Rozoj (en italià: rose) va ser manllevat del cognom de Giorgio Rosa, el dissenyador i constructor de la plataforma artificial, així com el creador i inspirador de l'entitat estatal, així com del seu desig de «veure florir roses al mar».

## Història

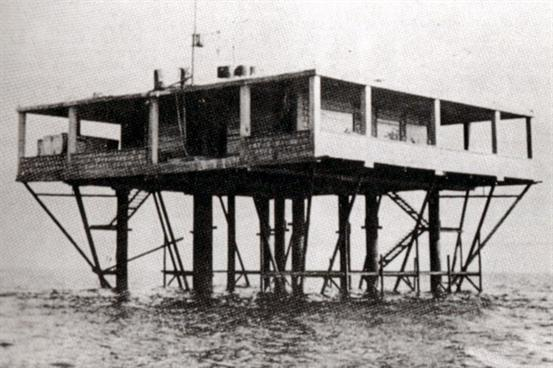
L'Illa de les Roses, durant la construcció el 1968.

El 1967, l'enginyer italià Giorgio Rosa va demanar permís per provar una nova tècnica per a la construcció d'una gran plataforma de 400 m² sostinguda per nou pilones recolzades sobre el llit marí. La instal·lació va ser construïda i s'hi van obrir alguns establiments comercials, com un restaurant, un club nocturn, una botiga de records i una oficina de correus.
L'illa artificial es declarà independent l'1 de maig del 1968, sota el nom esperanto d'Insulo de la Rozoj, i Rosa se n'autoproclamà president. El govern departaments encapçalats per ministres. Antonio Malossi estava al capdavant del Departament de Presidència; Maria Alvergna del Departament de Finances; Carlo Chierici del Departament d'Afers Interns; Luciano Marchetti del Departament d'Indústria i Comerç; Luciano Molè del Departament de Relacions, i Cesarina Mezzili del Departament d'Afers Exteriors.
Alhora, es va fer una bandera taronja amb l'escut republicà al centre i es va establir Steuermann! Lass die Wacht! com a himne nacional. S'editaren un bon nombre de segells, entre d'altres amb l'illa en un mapa de l'Adriàtic. La moneda proposada era el "mill" (de l'esperanto miloj), i aparegué en alguns segells, tot i que no es van imprimir monedes o bitllets. Tenia un valor equivalent a la lira italiana. El nom de la denominació es va traduir a l'esperanto com a milo (plural miloj) en emissions de segells posteriors (no tenia relació amb la moneda esperantista spesmilo).
Les accions de Rosa foren vistes pel govern italià com una jugada per a guanyar dòlars dels turistes sense pagar impostos a l'estat. Si aquesta fou la veritable raó de Rosa per a crear la seva micronació, no se sap, però el govern italià actuà amb contundència. Un grup de carabinieri i inspectors d'hisenda ocuparen l'Illa de la Rosa i n'assumiren el control.
El 13 de febrer de 1969, l'Armada italiana va utilitzar explosius per destruir la instal·lació, un acte que més tard va ser retratat en segells de correus emesos pel govern autodeclarat de Rosa a l'exili. Només es va comptar una mort però mai es va confirmar: pel que sembla, el gos de Rosa estava a l'andana durant la detonació de la instal·lació.
Rosa va morir el 2017 després d'haver donat permís perquè es fes un film sobre Rose Island. Aquest va sortir el 2020.

## En la cultura popular
- Rose Island apareix al còmic italià Martin Mystère, n. 193.[10]
- Rose Island, un film de 2020 basada en la història de la micronació, dirigida per Sydney Sibilia, es va estrenar a Netflix el 8 de desembre de 2020.[11]